# Pyrausta fulvilinealis
Pyrausta fulvilinealis is een vlinder van de familie van de grasmotten (Crambidae). De wetenschappelijke naam van deze soort is voor het eerst voorgesteld door George Francis Hampson in een publicatie uit 1918. De spanwijdte van het mannetje bedraagt 32 millimeter.

## Verspreiding
De soort komt voor in Oeganda en Kenia.

## Waardplanten
De rups leeft op Markhamia lutea (Bignoniaceae).